# Annapurna

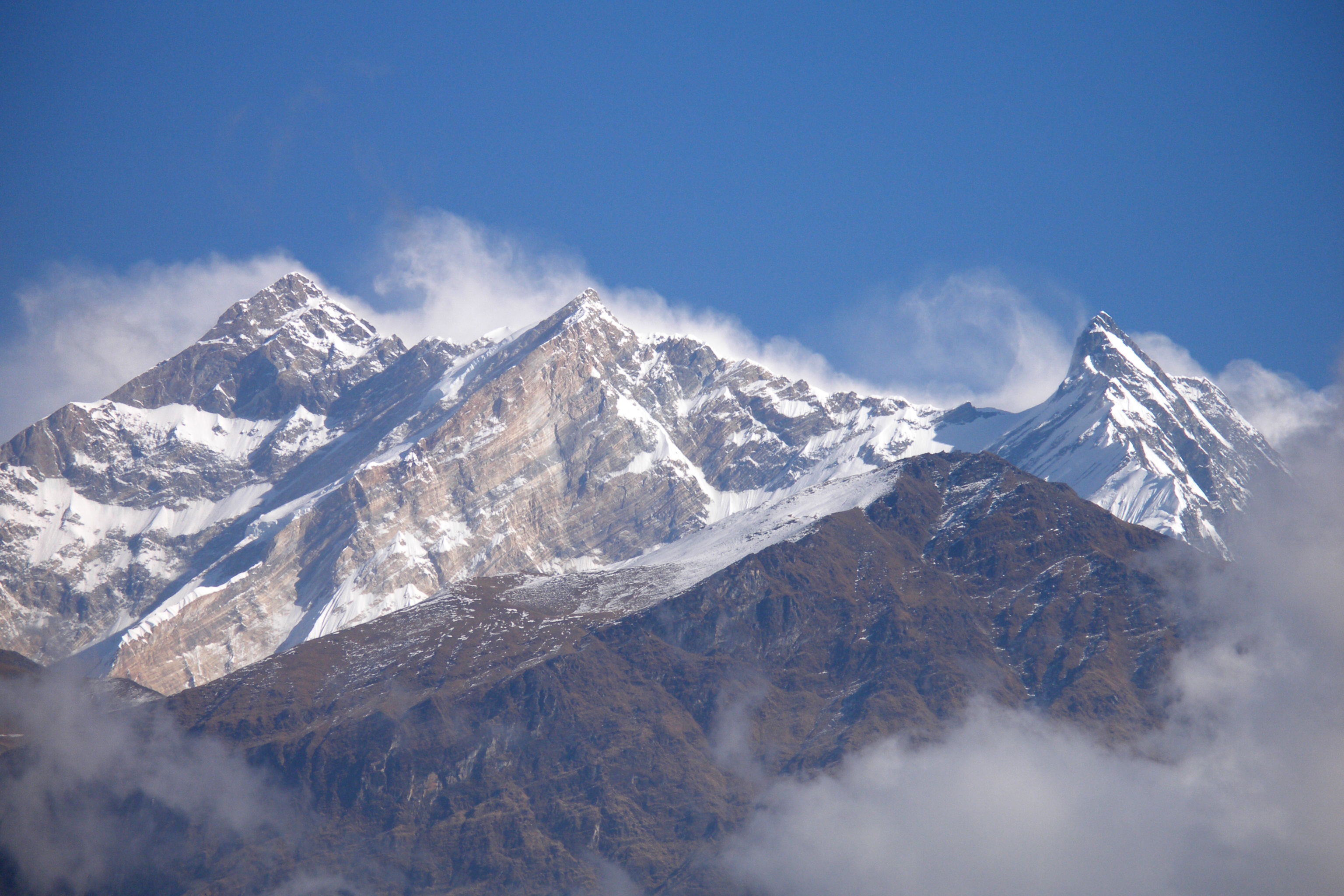
Annapurna I (vänster) och Fang (höger).

Annapurna är ett bergsmassiv beläget i den nepalesiska delen av Himalaya. Till bergsmassivet hör bland annat Annapurna I, en bergstopp på 8 091 meter över havet, vilket är världens tionde högsta topp, och även 13 andra bergstoppar på över 7 000 meter. Massivet är beläget mellan de två dalgångarna, Kali Gandaki och Marsyangdi, och strax väster om massivet ligger Dhaulagiri, ett annat bergsmassiv, där toppen Dhaulagiri I ligger 8 167 meter över havet. 

## Annapurna I
Annapurna I är ett 8 091 meter högt berg i Nepal. Det är världens tionde högsta berg och tillhör bergskedjan Himalaya, och är ett av världens farligaste berg för klättrare. Endast 130 personer har nått toppen och 53 har omkommit. När fransmännen Maurice Herzog och Louis Lachenal 1950 nådde bergstoppen var Annapurna det första berget över 8 000 m ö.h. att bestigas. De två klättrarna var mycket trötta på nervägen och var nära att omkomma.
1981 gjordes ett svenskt försök att bestiga Annapurna via den ännu obestigna östkammen. Expeditionen besteg förtopparna Glacier Dome (7 193 m ö.h.) och Roc Noir (7 485 m ö.h.), men under toppförsöket tvingas Lars Cronlund och Sten-Göran Lindbladh vända innan toppen nåddes.
Berget är mycket fruktat för sina laviner. Många har försökt att nå toppen flera gånger men misslyckats. Det krävdes hela tre försök för amerikanen Ed Viesturs innan han nådde toppen 2005. Våren 2005 omkom italienaren Christian Kuntner i en lavin. Han hade bestigit alla berg över 8 000 m ö.h. utom just Annapurna när han kom till berget.